# Begimli
Begimli (ryska: Бегимли) är en ort i Azerbajdzjan.   Den ligger i distriktet Zərdab Rayonu, i den centrala delen av landet, 180 kilometer väster om huvudstaden Baku. Antalet invånare är 830.
Terrängen runt Begimli är mycket platt. Närmaste större samhälle är Yuxarı Şilyan, 8,8 kilometer norr om Begimli.
Trakten runt Begimli består till största delen av jordbruksmark. Runt Begimli är det ganska tätbefolkat, med 56 invånare per kvadratkilometer.